# Hannelore Trabert
Hannelore Trabert z domu Swienty (ur. 16 czerwca 1938 w Berlinie) – niemiecka lekkoatletka, sprinterka, wicemistrzyni Europy z 1966. W czasie swojej kariery reprezentowała Republikę Federalną Niemiec.
Zdobyła złoty medal w sztafecie 4 × 1 okrążenie (w składzie: Renate Meyer, Erika Rost, Trabert i Kirsten Roggenkamp) na pierwszych europejskich igrzyskach halowych w 1966 w Dortmundzie, a w biegu na 60 metrów zajęła 5. miejsce w finale.
Na mistrzostwach Europy w 1966 w Budapeszcie Trabert zdobyła srebrny medal w sztafecie 4 × 100 metrów, która biegła w składzie: Meyer, Trabert, Karin Frisch i Jutta Stöck. W finale biegu na 100 metrów zajęła 8. miejsce, a w biegu na 200 metrów 7. miejsce. Była czwarta w biegu na 50 metrów na europejskich igrzyskach halowych w 1967 w Pradze, a sztafeta 4 × 1 okrążenie z jej udziałem została zdyskwalifikowana.
Zwyciężyła w sztafecie 4 × 1 okrążenie (w składzie: Meyer, Trabert, Christa Eisler i Rost) na europejskich igrzyskach halowych w 1968 w Madrycie, a w biegu na 50 metrów zdobyła brązowy medal.
Była mistrzynią RFN w biegu na 100 metrów w 1966, wicemistrzynią w 1967 i brązową medalistką w 1965, mistrzynią w biegu na 200 metrów w 1967 i wicemistrzynią w 1966 oraz mistrzynią w sztafecie 4 × 100 metrów w 1968 i 1969. Była również mistrzynią halowych mistrzostw RFN w biegu na 60 metrów w 1968, wicemistrzynią w 1965 i 1966 oraz brązową medalistką w 1963 i 1967, a także halową mistrzynią w sztafecie w latach 1965–1968.
Hannelore Trabert wyrównywała rekordy RFN w biegu na 100 metrów (11,4 s 6 sierpnia 1966 w Hanowerze) i w sztafecie 4 × 100 metrów (44,5 s 4 września 1966 w Budapeszcie).